# Кинер, Борис Гершевич
Борис Гершевич Кинер (род. 5 октября 1955, Радужный, Коломенский район, Московская область) — советский и российский актёр, композитор, автор-исполнитель, педагог.

## Биография
Борис Кинер родился 5 октября 1955 года в городе Радужный Московской области.
Окончил школу № 9 города Коломны в 1973 году. Учился на математическом факультете Коломенского педагогического института (1973—1976). 
В 1980 году окончил Театральное училище им. Б. В. Щукина (Театральный институт имени Бориса Щукина). С 1981 по 1988 годы работал в Москонцерте. 
С 1988 по 1990 годы работал в театре-студии «Наш театр» (руководитель М. Цитриняк).  
С 1983 по 1989 годы — руководитель студии «Театр песни Бориса Кинера» (дом культуры «Компрессор»).
В первой половине 1990-х годов жил и работал во Франции, где занимался концертной деятельностью и театральными проектами.
С 1967 года начал писать песни на стихи старшего брата Михаила (http://www.kiner.ru Архивная копия от 1 апреля 2022 на Wayback Machine ) и других поэтов.
С 1979 по 1982 год выступал в дуэте с братом.
С 1996 года выступает с Михаилом Цитриняком (Арт-зонг дуэт «Мастер Гриша» — http://www.mastergrisha.ru Архивная копия от 26 декабря 2018 на Wayback Machine ).
Преподавал в Институте Современного Искусства режиссуру песни.  
Борис Гершевич пишет музыку к фильмам, спектаклям и занимается педагогической деятельностью.

## Дискография
- Пой, парень, пой!
- Фея кукол
- Мама, Я Хочу Домой! (2004) (дуэт «Мастер Гриша»)
- Песни на «БИС» (2001) (дуэт «Мастер Гриша»)
- Хризантема (2000) (дуэт «Мастер Гриша»)
- Кинера или концерт, которого не было (1998)
- Судьба-индейка (1997) (дуэт «Мастер Гриша»)

## Фильмография (актёр)
- 2023 — Раневская — Фёдор Корш
- 2014 — Лесник — Анатолий Вячеславович Власов — скульптор
- 2014 — Вдовец — эпизод
- 2014 — Братаны-4 — Аркадий Семёнович Штерн — адвокат
- 2013 — Под прицелом — Яков Владимирович Кац — психиатр
- 2012 — Петрович — Фальцевич — ювелир
- 2010 — Братаны-2. Продолжение — Аркадий Семёнович Штерн — адвокат
- 2009 — Бумеранг из прошлого — Марк Валентинович — директор типографии
- 2008 — Срочно в номер-2 — Марк Иосифович — стилист
- 2008 — Одна ночь любви — эпизод
- 1990 — Еврейское кладбище — документальный фильм

## Фильмография (композитор)
- 2021 Соседи-5
- 2021 Соседи-4
- 2019 Соседи-3
- 2019 Соседи-2
- 2018 Потерянное счастье
- 2018 Личные счёты
- 2014 Марьина роща-2
- 2014 Курортная полиция
- 2014 Мама в законе
- 2013 Поезд на север
- 2013 Алмаз в шоколаде
- 2012 Марьина роща
- 2011 Срочно в номер-3
- 2011 Сёмин. Возмездие
- 2011 Гражданка начальница. Продолжение
- 2010 Братаны-2
- 2010 Гражданка начальница
- 2009 Бумеранг из прошлого
- 2009 Бомжиха-2
- 2009 Переправа

## Музыка к спектаклям
- «Соломенная шляпка» Эжен Лабиш. Режиссер — М. Цитриняк. Государственный Академический театр им. Евгения Вахтангова. Музыка написана совместно с А. Прокоповичем. — 2020
- «Онегин-блюз» М. Цитриняк по роману А. С. Пушкина «Евгений Онегин». Режиссер М. Цитриняк. Театральное агентство «Арт-партнер ХХl». Музыка написана совместно с А. Прокоповичем. — 2018
- «Карнавальная, ночь (венецианская комедия)» Ганна Слуцки. Режиссер — М. Цитриняк. «Театр современной антрепризы». Музыка написана совместно с А. Прокоповичем. — 2017
- «Сказ про Алешу поповича и Тугарина Змеевича» Б. Кинер по русским былинам в пересказах Кирши Данилова и В. Авенариуса. Режиссер — Б. Кинер. Международный Славянский институт им. Г. Р. Державина — 2016
- «Ночь перед Рождеством» М. Цитриняк по повести Н. В. Гоголя. Московский театральный центр «Вишневый сад» — 2016
- «Семейный ужин в половине второго» В. Павлов. Режиссер — М. Цитриняк. Театральное агентство «Арт-партнер ХХl». Музыка написана совместно с А. Прокоповичем. — 2015
- «Крик лангусты» Д. Марелл. Режиссер — М. Цитриняк. Государственный Академический театр им. Евгения Вахтангова. Музыка написана совместно с А. Прокоповичем. — 2014
- «Игры одиноких» Н. Саймон. Режиссер — М. Цитриняк. Государственный Академический театр им. Евгения Вахтангова. Музыка написана совместно с А. Прокоповичем. — 2012
- «Медея» Ж. Ануй. Режиссер — М. Цитриняк. Государственный Академический театр им. Евгения Вахтангова. Музыка написана совместно с А. Прокоповичем. — 2011
- «Фея кукол» М. Цитриняк. Государственный музей А. С. Пушкина — 2000
- «Русский сон» (вариант названия — «La derniere vie d’Ilya Ilyich» О. Никитина. Режиссер — Клоди Гомбер (франция). Театра им. Маяковского (копродукция с театром Шарль Дюллен и Театр Виван) — 1994
- «Король Пиф-Паф» В. Коростылев. Режиссер — В. Топаллер. Театр-студия «Наш театр» — 1988
- «Прощание в июне» А. Вампилов. Режиссер — В. Поглазов . Театральное училище им. Б. В. Щукина — 1985
- «С любимыми не расставайтесь»  А.Володин —  Я.Губенко. Еврейский драматический театр «Шалом» — 1984
- «Пять романсов в старом доме» В. Арро. Воркутинский драматический театр им. Б. Мордвинова — 1983
- «Синие кони на красной траве» М. Шатров. Зонги на стихи С. Таратуты. Режиссер — В. Шлезингер. Театральное училище им. Б. В. Щукина — 1979
- «Двенадцать» А. Блок. Режиссер — Б.Кинер. СТеМ (Студенческий Театр Миниатюр) КГПИ — 1975

## Семья
Отец — Кинер Герш Моисеевич (род. 1923) — производственник, экономист, плановик, бухгалтер.
Мать — Сизар Татьяна Натановна (род. 1921) — преподаватель фонетики английского языка на факультете иностранных языков КГПИ.
Брат — Кинер Михаил Гершевич (род. 1952) — программист, поэт.
Жена — Надежда Холкина.
Дочь от первого брака — Анна Кинер. Бывшая жена — актриса Мария Владимировна Зубарева (1962 — 1993).  